# Liste der Stolpersteine in Beckum
Die Liste der Stolpersteine in Beckum enthält alle 50 Stolpersteine, die im Rahmen des gleichnamigen Kunstprojekts von Gunter Demnig in Beckum verlegt wurden. Mit ihnen soll Opfern des Nationalsozialismus gedacht werden, die in Beckum lebten und wirkten.

## Geschichte
Die ersten 17 Stolpersteine wurden am 13. März 2007 in der Nordstraße verlegt. Damit war Beckum die 217. Stadt in Deutschland, in der Stolpersteine von Gunter Demnig zu finden waren. Weitere 15 Steine folgten am 5. Juni 2008, eine dritte Verlegung fand am 7. Juni 2023 statt. Dabei wurden 18 neue Steine verlegt, zwei in der Nordstraße 24 wurden ausgetauscht.

## Liste der Stolpersteine
Die Liste ist vorsortiert nach Adresse und innerhalb eines Standorts nach Namen.
| Adresse                   | Verlegedatum  | Person(en)                        | Inschrift | Bild                                               |
| ------------------------- | ------------- | --------------------------------- | --- | -------------------------------------------------- |
| Alleestraße 7 ·           | 7. Juni 2023  | Max Ostermann                     | Hier wohnte Max Ostermann Jg. 1893 deportiert 1943 Theresienstadt 1944 Auschwitz ermordet 12.10.1944                                                           | Stolperstein für Max Ostermann                     |
| Alleestraße 35 ·          | 5. Juni 2008  | Helene Katz                       | Hier wohnte Helene Katz geb. Terhoch Jg. 1887 deportiert 1942 Zamosc ermordet                                                                                  | Stolperstein für Helene Katz                       |
| Alleestraße 35 ·          | 5. Juni 2008  | Julius Katz                       | Hier wohnte Julius Katz Jg. 1889 deportiert 1942 Zamosc ermordet                                                                                               | Stolperstein für Julius Katz                       |
| Clemens-August-Straße 1 · | 5. Juni 2008  | Thea Blumenthal                   | Hier wohnte Thea Blumenthal geb. Stein Jg. 1907 deportiert 1942 Ghetto Warschau ???                                                                            | Stolperstein für Thea Blumenthal                   |
| Clemens-August-Straße 5 · | 7. Juni 2023  | Sophie Baer                       | Hier wohnte Sophie Baer geb. Loe Jg. 1878 Flucht 1939 Frankreich interniert Drancy deportiert 1944 Auschwitz ermordet 7.3.1944                                 | Stolperstein für Sophie Baer                       |
| Lippweg 7 ·               | 7. Juni 2023  | Bernhard Baer                     | Hier wohnte Bernhard Baer Jg. 1899 Flucht 1933 Schicksal unbekannt                                                                                             | Stolperstein für Bernhard Baer                     |
| Lippweg 23 ·              | 7. Juni 2023  | Johanna Baer                      | Hier wohnte Johanna Baer verh. Heilbrun Jg. 1906 Flucht 1939 MS St. Louis Einreise verweigert Frankreich – Drancy deportiert 1942 Auschwitz ermordet 31.8.1942 | Stolperstein für Johanna Baer                      |
| Neubeckumer Straße 15 ·   | 7. Juni 2023  | Hans Andriessen                   | Hier wohnte Hans Andriessen Jg. 1918 Flucht 1933 Holland interniert Westerbork deportiert ermordet 20.7.1942                                                   | Stolperstein für Hans Andriessen                   |
| Neubeckumer Straße 15 ·   | 7. Juni 2023  | Hilde Andriessen                  | Hier wohnte Hilde Andriessen verh. Straus Jg. 1914 Flucht 1933 Holland interniert Westerbork deportiert 1934 Sobibor ermordet 23.4.1943                        | Stolperstein für Hilde Andriessen                  |
| Neubeckumer Straße 15 ·   | 7. Juni 2023  | Julius Andriessen                 | Hier wohnte Julius Andriessen Jg. 1885 Flucht 1933 Holland interniert Westerbork deportiert 1942 Arbeitslager Ludwigsdorf KZ Groß-Rosen ermordet 6.3.1943      | Stolperstein für Julius Andriessen                 |
| Nordstraße 8 ·            | 13. März 2007 | Louis Rose                        | Hier wohnte Louis Rose Jg. 1877 deportiert 1942 Theresienstadt ermordet 1942                                                                                   | Stolperstein für Louis Rose                        |
| Nordstraße 8 ·            | 13. März 2007 | Therese Rose                      | Hier wohnte Therese Rose geb. Cantar Jg. 1876 deportiert 1942 Theresienstadt ermordet 1944                                                                     | Stolperstein für Therese Rose                      |
| Nordstraße 11 ·           | 13. März 2007 | Harry Grünbaum                    | Hier wohnte Harry Grünbaum Jg. 1907 deportiert ermordet in einem KZ                                                                                            | Stolperstein für Harry Grünbaum                    |
| Nordstraße 11 ·           | 13. März 2007 | Jenny Grünbaum                    | Hier wohnte Jenny Grünbaum geb. Ascher Jg. 1875 deportiert ermordet in einem KZ                                                                                | Stolperstein für Jenny Grünbaum                    |
| Nordstraße 11 ·           | 13. März 2007 | Max Grünbaum                      | Hier wohnte Max Grünbaum Jg. 1880 deportiert ermordet in einem KZ                                                                                              | Stolperstein für Max Grünbaum                      |
| Nordstraße 16 ·           | 13. März 2007 | Alex Falk                         | Hier wohnte Alex Falk Jg. 1857 Pogromopfer misshandelt tot an Folgen 11.11.1938                                                                                | Stolperstein für Alex Falk                         |
| Nordstraße 16 ·           | 13. März 2007 | Elisabeth Linnhoff                | Hier wohnte Elisabeth Linnhoff Jg. 1915 Pogromopfer wollte helfen gedemütigt zur Schau gestellt                                                                | Stolperstein für Elisabeth Linnhoff                |
| Nordstraße 16 ·           | 13. März 2007 | Regina Nordheim                   | Hier wohnte Regina Nordheim Jg. 1875 Pogromopfer misshandelt deportiert 1938 ermordet                                                                          | Stolperstein für Regina Nordheim                   |
| Nordstraße 19 ·           | 7. Juni 2023  | Auguste Chery                     | Hier wohnte Auguste Chery Jg. 1890 Flucht 1934 Frankreich Schicksal unbekannt                                                                                  | Stolperstein für Auguste Chery                     |
| Nordstraße 19 ·           | 7. Juni 2023  | Margarete Chery                   | Hier wohnte Margarete Chery Jg. 1922 Flucht 1934 Frankreich Schicksal unbekannt                                                                                | Stolperstein für Margarete Chery                   |
| Nordstraße 19 ·           | 7. Juni 2023  | Viktor Chery                      | Hier wohnte Viktor Chery Jg. 1890 Flucht 1934 Frankreich Schicksal unbekannt                                                                                   | Stolperstein für Viktor Chery                      |
| Nordstraße 24 ·           | 7. Juni 2023  | Klara Heine                       | Hier wohnte Klara Heine Jg. 1898 eingewiesen Heilanstalt Gütersloh ‚verlegt‘ 21.9.1940 Wunstorf 27.9.1940 Brandenburg ermordet 27.9.1940 Aktion T4             | Stolperstein für Klara Heine                       |
| Nordstraße 24 ·           | 7. Juni 2023  | Paula Heine                       | Hier wohnte Paula Heine Jg. 1891 eingewiesen Heilanstalt Gütersloh ‚verlegt‘ 21.9.1940 Wunstorf 27.9.1940 Brandenburg ermordet 27.9.1940 Aktion T4             | Stolperstein für Paula Heine                       |
| Nordstraße 32 ·           | 13. März 2007 | Elfriede Lebenberg                | Hier wohnte Elfriede Lebenberg Jg. 1866 deportiert ??? | Stolperstein für Elfriede Lebenberg                |
| Nordstraße 32 ·           | 13. März 2007 | Rieka Löhnberg                    | Hier wohnte Rieka Löhnberg geb. Lebenberg Jg. 1869 deportiert Theresienstadt ermordet in Auschwitz                                                             | Stolperstein für Rieka Löhnberg                    |
| Nordstraße 32 ·           | 13. März 2007 | Willy Löhnberg                    | Hier wohnte Willy Löhnberg Jg. 1910 deportiert ermordet in Auschwitz                                                                                           | Stolperstein für Willy Löhnberg                    |
| Nordstraße 34 ·           | 13. März 2007 | Emma Terhoch                      | Hier wohnte Emma Terhoch geb. Obermeier Jg. 1879 deportiert 1939 ermordet in einem KZ                                                                          | Stolperstein für Emma Terhoch                      |
| Nordstraße 34 ·           | 13. März 2007 | Hedwig Terhoch                    | Hier wohnte Hedwig Terhoch Jg. 1909 deportiert 1939 ermordet in einem KZ                                                                                       | Stolperstein für Hedwig Terhoch                    |
| Nordstraße 34 ·           | 13. März 2007 | Irma Terhoch                      | Hier wohnte Imra Terhoch Jg. 1912 deportiert 1939 ermordet in einem KZ                                                                                         | Stolperstein für Irma Terhoch                      |
| Nordstraße 34 ·           | 13. März 2007 | Walter Terhoch                    | Hier wohnte Walter Terhoch Jg. 1904 deportiert 1939 ermordet in einem KZ                                                                                       | Stolperstein für Walter Terhoch                    |
| Nordstraße 52 ·           | 5. Juni 2008  | Else Arnstein                     | Hier wohnte Else Arnstein geb. Stein Jg. 1898 deportiert 1941 Łodz ermordet                                                                                    | Stolperstein für Else Arnstein                     |
| Nordstraße 52 ·           | 5. Juni 2008  | Berta Stein                       | Hier wohnte Berta Stein geb. Stolzberg Jg. 1877 deportiert 1941 Łodz ermordet                                                                                  | Stolperstein für Berta Stein                       |
| Nordstraße 52 ·           | 5. Juni 2008  | Erich Stein                       | Hier wohnte Erich Stein Jg. 1902 deportiert 1943 Auschwitz ermordet                                                                                            | Stolperstein für Erich Stein                       |
| Nordstraße 52 ·           | 7. Juni 2023  | Fritz Salomon Arnstein            | Hier wohnte Fritz Salomon Arnstein Jg. 1933 deportiert 1941 Łodz/Litzmannstadt 1942 Chelmno/Kulmhof ermordet 9.5.1942                                          | Stolperstein für Fritz Salomon Arnstein            |
| Nordstraße 52 ·           | 7. Juni 2023  | Ursula Reingenheim-Arnstein       | Hier wohnte Ursula Reingenheim- Arnstein Jg. 1925 deportiert 1941 Łodz/Litzmannstadt 1942 Chelmno/Kulmhof ermordet 9.5.1942                                    | Stolperstein für Ursula Reingenheim-Arnstein       |
| Oststraße 12 ·            | 7. Juni 2023  | Albert Stein                      | Hier wohnte Albert Stein Jg. 1893 gedemütigt/entrechtet Flucht in den Tod 18. März 1934                                                                        | Stolperstein für Albert Stein                      |
| Oststraße 13 ·            | 5. Juni 2008  | Jeanette Hertz                    | Hier wohnte Jeanette Hertz geb. Windmüller Jg. 1881 deportiert 1941 Riga ermordet                                                                              | Stolperstein für Jeanette Hertz                    |
| Oststraße 13 ·            | 5. Juni 2008  | Kurt Hertz                        | Hier wohnte Kurt Hertz Jg. 1909 verhaftet Sachsenhausen ermordet 1940                                                                                          | Stolperstein für Kurt Hertz                        |
| Oststraße 13 ·            | 5. Juni 2008  | Robert Hertz                      | Hier wohnte Robert Hertz Jg. 1915 deportiert 1941 Riga ermordet 1942                                                                                           | Stolperstein für Robert Hertz                      |
| Oststraße 14 ·            | 5. Juni 2008  | Josef Stein                       | Hier wohnte Josef Stein Jg. 1865 Opfer des Pogroms misshandelt 9.11.1938 Flucht 1938 Palästina tot 1940                                                        | Stolperstein für Josef Stein                       |
| Oststraße 35 ·            | 5. Juni 2008  | Johanna Deutschkron               | Hier wohnte Johanna Deutschkron geb. Stein Jg. 1898 deportiert 1942 Auschwitz ermordet für tot erklärt                                                         | Stolperstein für Johanna Deutschkron               |
| Oststraße 35 ·            | 5. Juni 2008  | Emma Israel                       | Hier wohnte Emma Israel geb. Stein Jg. 1859 deportiert 1942 Theresienstadt ermordet 1942                                                                       | Stolperstein für Emma Israel                       |
| Oststraße 35 ·            | 7. Juni 2023  | Richard Helmut Deutschkron-Schild | Hier wohnte Richard Helmut Deutschkronschild Jg. 1922 Flucht 1934 Holland interniert Westerbork deportiert 1942 Auschwitz ermordet 28.2.1943                   | Stolperstein für Richard Helmut Deutschkron-Schild |
| Vorhelmer Straße 13 ·     | 5. Juni 2008  | Pauline Horn                      | Hier wohnte Pauline Horn geb. Windmüller Jg. 1902 Flucht Holland deportiert 1943 Sobibor ermordet 1943                                                         | Stolperstein für Pauline Horn                      |
| Vorhelmer Straße 13 ·     | 5. Juni 2008  | Bernhardine Windmüller            | Hier wohnte Bernhardine Windmüller geb. Hoffmann Jg. 1877 Flucht 1939 Holland deportiert 1944 Auschwitz ermordet 1944                                          | Stolperstein für Bernhardine Windmüller            |
| Vorhelmer Straße 13 ·     | 7. Juni 2023  | Leopold Ludwig Horn               | Hier wohnte Leopold Ludwig Horn Jg. 1930 Flucht 1937 Holland interniert Westerbork deportiert 1943 Sobibor ermordet 11.6.1943                                  | Stolperstein für Leopold Ludwig Horn               |
| Weststraße 19 ·           | 7. Juni 2023  | Salomon Windmüller                | Hier wohnte Salomon Windmüller Jg. 1862 gedemütigt/entrechtet 6 Wochen Haft NSDAP-Plakat entfernt Flucht in den Tod 2. Dez. 1935 Badenweiler                   | Stolperstein für Salomon Windmüller                |
| Weststraße 19 ·           | 7. Juni 2023  | Kurt Windmüller                   | Hier wohnte Kurt Windmüller Jg. 1900 Berufsverbot 1933 Flucht in den Tod 26. Okt. 1933 Berlin                                                                  | Stolperstein für Kurt Windmüller                   |
| Weststraße 19 ·           | 7. Juni 2023  | Herta-Clara Windmüller            | Herta Klara Windmüller geb. Elliot Jg. 1909 Flucht in den Tod 18. Mai 1935 Berlin                                                                              | Stolperstein für Herta Klara Windmüller            |
| Weststraße 32 ·           | 5. Juni 2008  | Jeanette Windmüller               | Hier wohnte Jeanette Windmüller Jg. 1884 deportiert 1942 Riga ermordet                                                                                         | Stolperstein für Jeanette Windmüller               |